# Киевское направление Московской железной дороги
Киевское направление Московской железной дороги (Киевская линия, Киевский ход) — железнодорожная линия от Киевского вокзала Москвы через Брянск — Навлю — Суземку до государственной границы с Украиной, имеет протяжённость 502,5 км.

## История
Разрешение на строительство линии от Брянска до Москвы было дано обществу Московско-Киево-Воронежской железной дороги с утверждением третьего дополнения к уставу общества в 1895 году.
Осенью 1887 года сдана в эксплуатацию линия Брянск — Льгов. Построены и открыты для пассажиров станции: Навля, Дмитриев-Льговский, Арбузово и другие.
В 1899 году открыт участок Москва — Брянск. Запущено движение поездов от Москвы до Киева через Сергиев Скит — Брянск — Навлю — Льгов — Ворожбу — Конотоп.
В августе 1907 года завершено строительство новой ветки от Навли до Зёрново и запущено правильное движение поездов от Москвы через Сергиев Скит — Брянск — Навлю — Суземку — Конотоп по более короткому маршруту.
В 1918 году завершено строительство Брянского вокзала в Москве.
В сентябре 1999 года Киевский вокзал стал первым вокзалом в Москве, оборудованным турникетами на вход и выход. Вначале использовались не билеты со штрихкодом, а карты с магнитной полосой наподобие использовавшихся тогда в метрополитене, которые прилагались дополнительно к обычному бумажному билету.
В 2003 году была произведена реконструкция трёх платформ Киевского вокзала (поставлены навесы (ранее навес был только над платформой между 7 и 8 путями) и асфальт заменён на брусчатку) и полная реконструкция платформы Москва-Сортировочная-Киевская.
В 2011 году производится полная реконструкция и установка турникетов на платформе Сколково.
В 2012—2013 годах производился капитальный ремонт части Киевского вокзала для прохода к электропоездам — закрыт прямой выход из метро через 3 лестницы, а турникеты перенесены на северо-западную боковую часть от тупиков. Новый турникетный павильон открыт летом 2013 года. В связи с ростом пассажиропотока пригородные платформы реконструированы под 14-вагонные электропоезда.
1 августа 2013 года построен новый участок от Солнечной до Новопеределкино.
В 2020 году открыт новый остановочный пункт Санино, расположенный между платформой Кокошкино и станцией Крёкшино.
Незадолго до открытия в 2023 году Калужско-Нижегородского диаметра, в проекте носившего название Киевско-Горьковский, правительство Москвы в рамках МЦД переименовало также участок Киевского направления от Киевского вокзала до станции Апрелевка в Калужское направление. Такое решение мотивировалось тем, что якобы для названия диаметра и направления, осуществляющих пригородные перевозки, подходит больше название ближайших российских крупных городов; при этом, наименования других направлений и диаметров остались прежними. Вместе с тем, участок Горьковского направления переименовали в Нижегородское.

## Описание линии
На линии Москва — Брянск — Навля — Суземка функционирует 45 переездов, из них 32 — с дежурными. На переезде 390-й км действует ограничение скорости до 80 км/ч из-за плохой видимости, обусловленной рельефом местности. Особенность линии Киевского направления состоит в её насыщенности большим количеством кривых малого радиуса, что требует коренной модернизации для развития ускоренного сообщения.
На конец 2016 года среднесуточный объём пригородных перевозок на Киевском направлении МЖД составлял 91 тыс. пассажиров. Самый длинный перегон на маршруте: Малоярославец — Ерденево (11 км).

### Пересадки
До 7 декабря 2021 года Киевское направление являлось последним радиальным направлением МЖД, не имевшим ни одной пересадки на линии метро, МЦК или МЦД (не считая Киевского вокзала), после открытия станции метро «Аминьевская» и одноимённой ж/д платформы рядом с ней перестало быть таковым. 4 апреля 2022 года открылась пересадка на станцию метро «Минская».

## Пассажирское движение

### Поезда дальнего следования
С Киевского вокзала Москвы отправляются поезда дальнего следования в города России: Санкт-Петербург, Белгород, Брянск, Ейск, Климово, Льгов, Новозыбков, Сочи, Анапу.
Скоростной поезд «Стриж» до Московского вокзала Санкт-Петербурга следует по Малому кольцу МЖД через станцию Бологое.
Поезда до Климова и Новозыбкова следуют по главному (Киевскому) ходу до Брянска и далее на Унечу, а до Адлера и Анапы через Тихонову Пустынь на Калугу-1, Тулу, Курск, либо через Ефремов, Елец, Придачу и далее на Ростов-на-Дону.
Поезда до Ейска, из Москвы следуют через Калугу I, Тулу-Вяземскую, Узловую I, Ефремов, Елец, Россошь.
Из Брянска до Санкт-Петербурга регулярно курсирует пассажирский поезд. По главному ходу он следует с Брянска до станции Бекасово I, далее по БМО через Поварово-3 на Бологое. Также через Брянск-Льговский курсируют пассажирские поезда Минск — Адлер и Минск — Анапа, формирования БЧ.
До введения коронавирусных ограничений в 2020 году осуществлялось регулярное движение поездов дальнего следования в города Украины: Киев, Днепр, Одесса, Кривой Рог, Николаев, а также в столицу Молдавии — Кишинёв. Поезда сообщением до Киева, Одессы, Николаева и Кишинёва следовали по главному ходу от Москвы, через Сухиничи-Главные, Брянск-Льговский, Суземку до государственной границы с Украиной, а до Днепра и Кривого Рога, — через Калугу-1, Тулу, Курск, Харьков, проходя по главному ходу до станции Тихонова Пустынь 170 километров.
В 2014 году планировалось запустить поезд-экспресс Москва — Киев, состоящий из вагонов Talgo и двухсистемного электровоза ЭП20, способного преодолеть расстояние в 855 км между двумя столицами за семь часов с максимальной скоростью 160 км/ч. Поезд должен был курсировать дважды в сутки в обоих направлениях без ночных переездов. Планировалась и полная модернизация 502,5-километрового участка МЖД с 45 станциями от Москвы до российско-украинской границы. Однако от реализации проекта решено было полностью отказаться в связи с ухудшением российско-украинских отношений.

### Пригородные поезда

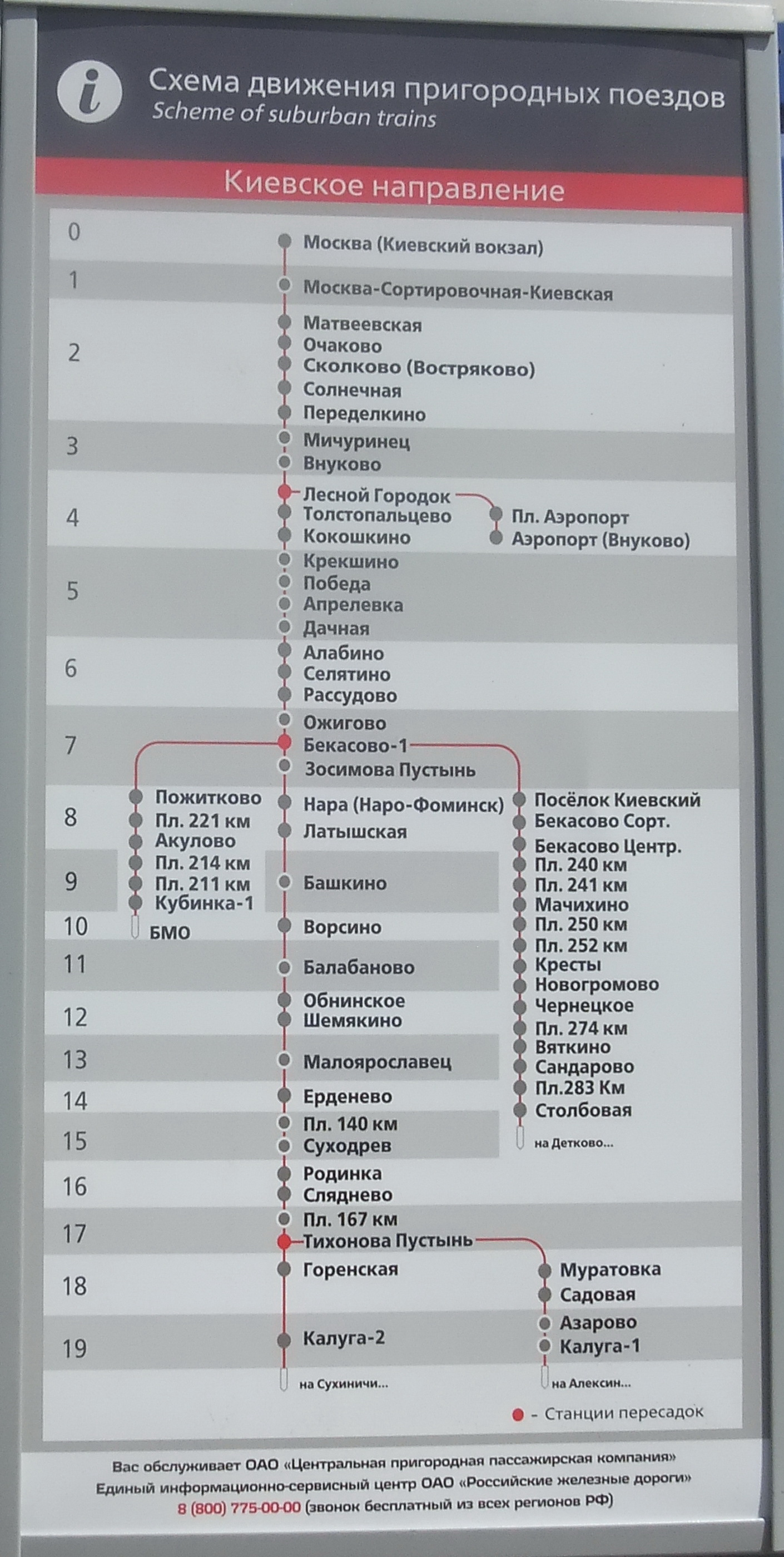
Схема пригородных зон

На всём протяжении главного хода имеется сообщение пригородными поездами. От Киевского вокзала ходят (в скобках указаны тарифные зоны):
- Пригородные электропоезда до станций: Апрелевка (5), Нара (8), Обнинское (12), Малоярославец (13), Калуга-1 (19), а также станций Большого кольца — Бекасово-Сорт. (7) и Кресты (10).
- Экспрессы в аэропорт Внуково.
- Региональные экспрессы (РЭКС) до станций Нара, Балабаново, Обнинское, Малоярославец и Калуга-1
- С остановками : Минская, Аминьевская, Очаково, Переделкино, Апрелевка, далее везде.

На участке главного хода от Москвы до Сухиничей работают пассажирские электропоезда постоянного тока производства Демиховского машиностроительного завода ЭД4М, ЭД4МК, ЭД4МКу, и ЭП2Д акционерного общества «Центральная ППК».
От станции Калуга-1 отправляются электропоезда ЭД4М до Сухиничей-Главных и дизельные рельсовые автобусы РА2 до Алексина, Тулы, Узловой, Износок, Тёмкино.
От Сухиничей-Главных до Брянска регулярно курсируют электропоезда переменного тока ЭД9Т и ЭД9М, а также рельсовые автобусы на дизельном топливе РА1 и РА2 до: Спас-Деменска, Кирова, Козельска .
С пассажирских вокзалов, станций и платформ Брянска на пригородных поездах различных модификаций можно добраться до городов и посёлков Брянской, Калужской, Смоленской и Орловской областей, а по главному (Киевскому) ходу на электропоездах переменного тока ЭД9Т, ЭД9М до:
- Суземки
- Навли
- Неруссы
- Льгова

#### Остановочные пункты
- 62 — общее количество

из них:
- 44 — главный ход
- 1 — ответвление Лесной Городок — Аэропорт
- 17 - БМО, участок Посёлок Киевский — Детково

из них:
- 11 — МЦД-4 (центральная зона, Тройка), Москва-Киевская (Киевский вокзал) не является частью МЦД, Новопеределкино является частью МЦД, но на неё движение с пересадкой
- 8 — МЦД-4 (пригородная зона, Тройка), Аэропорт не является частью МЦД
- 8 — (дальняя зона, Тройка)
- 35 — (за пределами зон, где доступна оплата Тройкой)

#### Самые дальние беспересадочные маршруты пригородных электропоездов изМосквына главном ходу и ответвлениях
- Москва — Калуга I
- Москва — Аэропорт

#### Отменённые маршруты
- Москва — Калуга II
- Москва — Новопеределкино

#### Новые остановочные пункты
- Минская
- Аминьевская
- Санино
- 167 км
- Новопеределкино

#### Переименованные остановочные пункты
- Москва-Сортировочная — Поклонная
- Востряково — Сколково — Мещерская
- Кокошкинская — Кокошкино
- 154 км — Садовая

#### Самые дальние беспересадочные маршруты пригородных электропоездов изМосквыпоБМО
- Москва — Кресты (существует один обратный рейс из Детково)

#### Отменённые маршруты пригородных электропоездов изМосквыпоБМО
- Москва — Чернецкое (сокращён до Крестов)

#### Ответвления с пересадкой
- Солнечная — Новопеределкино

#### Киевско-Белорусская соединительная ветвь (МЦД-4)
- 2 — Поклонная — Белорусский вокзал

#### Соединительная ветвь МЦД-4
- 3 — Белорусский вокзал — Курский вокзал

### Пригородные и межрегиональные экспрессы
| Станция отправления    | Остановки                                                                                              | Станция прибытия | Расстояние | Время в пути | Тип поезда      | Составность |
| Москва Киевский вокзал | Аминьевская                                                                                            | Аэропорт Внуково | 33 км      | 0 ч. 37 мин. | ЭП2Д            | 7           |
| Москва Киевский вокзал | Минская, Аминьевская, Переделкино, Апрелевка, Селятино                                                 | Нара             | 70 км      | 1 ч. 01 мин. | ЭД4М, ЭП2Д РЭКС | 11          |
| Москва Киевский вокзал | Минская, Аминьевская, Переделкино, Апрелевка, Селятино, Нара, Балабаново, Обнинское                    | Малоярославец    | 121 км     | 1 ч. 47 мин. | ЭД4М, ЭП2Д РЭКС | 11          |
| Москва Киевский вокзал | Аминьевская, Апрелевка, Нара, Балабаново, Обнинское, Малоярославец, Муратовка (по пятницам и выходным) | Калуга I         | 191 км     | 2 ч. 35 мин. | ЭД4М, ЭП2Д РЭКС | 11          |

### Терминал предварительного проездного документа
На некоторых станциях и остановочных пунктах главного (Киевского) хода, где отсутствуют или не работают билетные кассы и билетные автоматы, установлены терминалы предварительного проездного документа (ТППД). Это автомат, с помощью которого пассажир оформляет предварительный проездной документ (в виде талона), подтверждающий факт отправления от исходной остановки. Когда пассажир предъявляет такой талон при покупке билета в поезде или на станции назначения, с него не взимается дополнительный сбор в 100 или 200 рублей.
По состоянию на начало января 2024 года терминалы предварительного проездного документа установлены на следующих станциях или остановочных пунктах направления:
- Дачная
- Алабино
- Латышская
- Башкино
- Шемякино
- Ерденево
- 140 км
- Родинка
- Сляднево
- 167 км
- Тихонова Пустынь